# Calypogeia paludosa
Calypogeia paludosa là một loài rêu trong họ Calypogeiaceae. Loài này được Warnst. mô tả khoa học đầu tiên năm 1906.